# José Navas-Parejo
José Navas Parejo (Álora, Málaga, 22 de octubre de 1883 - Granada, 10 de marzo de 1953) fue un escultor y orfebre español. A partir de 1939 pasaría a llamarse oficialmente José Navas-Parejo Pérez.

## Biografía
Malagueño para los malagueños y granadino para los granadinos, pues nació en Álora (Málaga) en la calle Escribanos el 22 de octubre de 1883 y se trasladó a Granada con su familia cuando contaba siete años de edad, donde vivió hasta su muerte acaecida el 10 de marzo de 1953.
Hijo de Juan de Dios Navas Pérez y de María Dolores Parejo López, fue uno de los menores de entre veintidós hermanos.
Fue alumno aventajado de la Escuela de Bellas Artes y Artes Industriales de Granada donde fueron sus primeros profesores Manuel Gómez-Moreno González en pintura, y Francisco Morales González y Francisco Mariño Peñalver, en escultura. Destacó en modelado y vaciado y con veintidós años fue nombrado profesor meritorio de los talleres de escultura de dicho centro docente.
Ya en 1898, con quince años, concurre a la exposición de Bellas Artes que patrocina el ayuntamiento y obtiene medalla de oro por un altorrelieve titulado "El Dios Pan". A partir de entonces le llueven los premios y menciones honoríficas. De familia humilde, atendía a las necesidades de su casa con su trabajo, participando en dichos concursos. Tanto es así que en 1904 se libra del servicio militar gracias a la idea del escritor Francisco de Paula Valladar de subastar una de sus obras con la que pagar la "cuota" de recluta y poder así continuar colaborando con la economía familiar. Para ello realizó el relieve titulado: "Las delicias del hogar", en el que una madre mira con deleite a su pequeño hijo rodeada de su familia.

### Primeros trabajos
En 1907 realiza la primera talla de gran envergadura: la imagen de San Agustín para la iglesia que la orden tiene en la calle de Elvira; de madera, y mayor altura que la humana, fue colocada en uno de los grandes altares laterales de la capilla mayor. Representado como obispo, con el báculo en la mano izquierda y el corazón inflamado de fe, amor y caridad, en la derecha, le sirven de pedestal sus libros y tres bustos de herejes que se revuelven airados y confundidos. La cabeza del santo tiene mucho carácter y enérgica y vigorosa expresión.
En 1908 participa en la Exposición Hispanofrancesa de Zaragoza con la instalación de las obras que presentaba la Escuela de Artes e Industrias de Granada. Para este evento presentó un jarrón artístico premiado con medalla de oro y dos bustos en bronce del matrimonio Escoriaza y Paraíso, que le valieron la medalla de plata en este certamen.
Su situación económica lo lleva a buscar fuera de Granada otro ambiente más próspero. Trabaja en Barcelona en los Talleres Rius, durante medio año; allí observa las «ventajas que ofrecen los trabajos escultóricos ejecutados en símil madera, materia que ya sustituye a la madera natural y que es preferida por cuantos conocen sus propiedades refractarias al fuego, inatacables por la polilla e insensibles a las influencias que determinan grietas y torceduras, además de la facilidad y firmeza con que se presta al dorado directo».

### Se establece en Granada

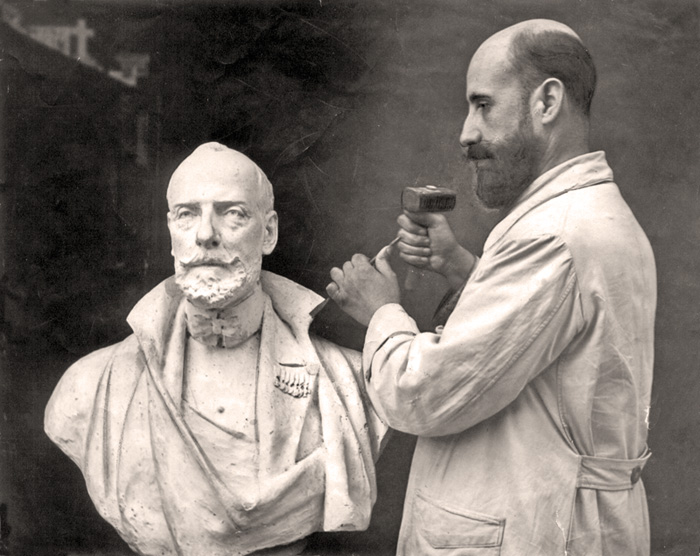
Cincelando el busto del Duque de San Pedro de Galatino.

Algo más tarde de nuevo en Granada, se establece en la Gran Vía, con la ayuda del banquero José Santos, y esculpe la delicada imagen de San Estanislao de Kostka, en colaboración con Victoriano Salmón, y la escultura de San Ignacio de Loyola para la capilla de los PP. Jesuitas de Loyola, al comienzo de 1910.
Ya en su taller de Santo Domingo le surgen los encargos y realiza entre otras las siguientes obras: un crucifijo grande, un altar para la Virgen de los Dolores en Ugíjar, el mausoleo de los padres Agustinos en el cementerio de Granada, la restauración del monumento a Colón, etc.
En 1915 le llueven los encargos: en Almería, esculturas para el oratorio particular del obispo de la diócesis, Vicente Casanova y Marzol, en Cádiar, imagen de la Purísima Concepción para la iglesia parroquial, en Málaga, Sagrado Corazón de Jesús, Purísima Concepción y San José, para el retablo de la capilla del palacio episcopal, y realiza un Sagrado Corazón para el Cortijo del Marqués. También modela el san Agustín para el edificio de los Agustinos en Monachil (Granada), la Santísima Virgen del Carmen de la iglesia de las Descalzas Reales, restauración de la patrona de Atarfe, Santa Ana, y realización de unas nuevas andas.
Realizó importantes trabajos para la ciudad en el campo de la escultura funeraria y conmemorativa (no hay más que visitar el cementerio de Granada y ver sus obras realizadas en piedra y bronce): en 1916 esculpe el mausoleo de la familia López Martínez -mujer arrodillada sobre la tumba sujetando un medallón de bronce-,y en 1917 el de la familia Miralles, ambos realizados en mármol de Carrara.
Este mismo año comenzaría el gran relieve-lápida conmemorativa con motivo de la celebración del III Centenario del doctor eximio Padre Suárez, fundador de la primera universidad granadina, en mármol de Carrara, cuyo boceto fue examinado en sus talleres por el arzobispo monseñor Meseguer, que se encuentra en la plaza de las Pasiegas, en el edificio de la curia. Este trabajo le valió la fotografía autógrafa del papa Benedicto XV y su bendición para él y su familia.
Entre los años 1918 y 1920 realiza para la iglesia del colegio de los mismos P.P. Agustinos de Monachil todos los altares y sus correspondientes imágenes, así como el vía crucis y el busto retrato del arzobispo de Granada, Meseguer y Costa, y la imagen del Sagrado Corazón de Jesús para el Real Colegio de Santo Domingo de Guzmán.

### La enseñanza
Dedicado a la enseñanza de la escultura de manera interina, en la misma escuela granadina donde realizó sus estudios artísticos, fue nombrado en 1916 vaciador del centro. Paralelamente desempeñó el cargo de ayudante meritorio y en 1919 pasó a ocupar la plaza de maestro de taller de talla en piedra, que dejó vacante Pablo de Loyzaga, por impartir este la asignatura de Metalistería Artística. En mayo de 1921 obtuvo, en concurso libre, la anterior plaza de profesor de Talla en Piedra.
El 17 de junio de 1922, junto al arquitecto Ricardo García Gureta y el maestro de carpintería artística Emilio Jiménez Sáez, emprende una reforma de gran envergadura: el traslado del coro y del altar del trascoro de la catedral de Granada, con el fin de ampliar la visión de la nave central del templo, lo que creó grandes disputas a nivel nacional, que llevó a paralizar obras similares en otras ciudades como Barcelona, Málaga o Jaén.

### Los talleres

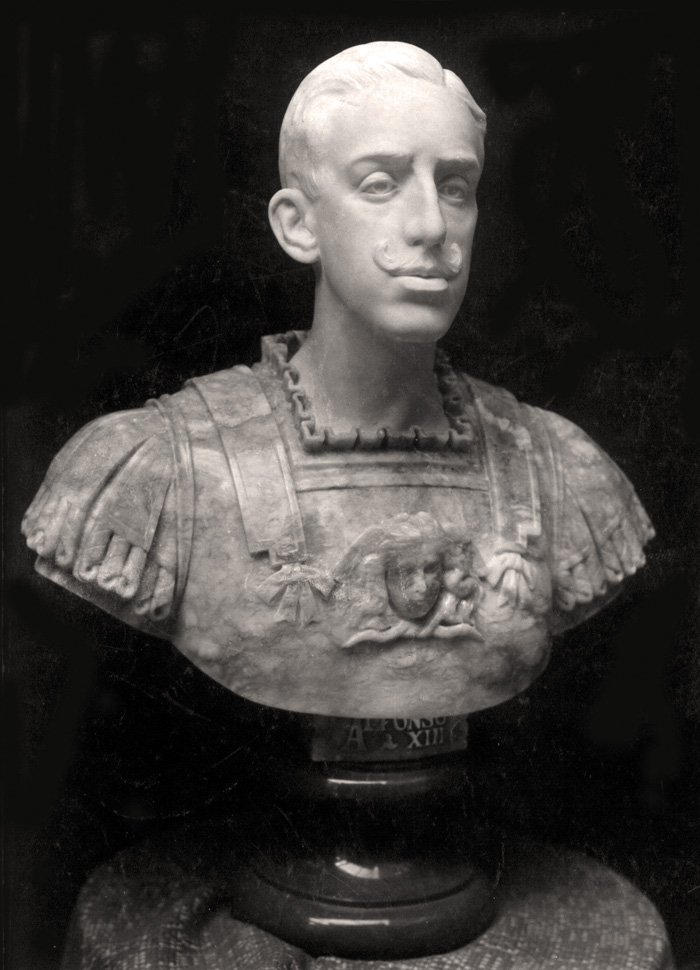
Busto de Alfonso XIII, realizado en mármol y jaspe.

En 1919 su taller cuenta con más de cien obreros. En 1921 realiza un busto del duque de San Pedro de Galatino en mármol, que, al ser conocido en Madrid, el propio rey Alfonso XIII le encargaría también su retrato con destino al Palacio Real de Madrid, que realizaría en mármol y jaspe, el primero de las canteras que el duque de San Pedro de Galatino poseía en Sierra Nevada. Quedó el monarca tan satisfecho del resultado que envió al artista una fotografía autógrafa y le concedió una audiencia especial.
El mismo año fue colocada en la Escuela de Artes y Oficios la lápida que esculpió en mármol de Carrara, como prueba de agradecimiento, a Natalio Rivas Santiago, hoy instalada en el patio de entrada a dicho centro. A esta misma fecha pertenece la Virgen del Carmen de Alhendín (Granada) y el monumento al Sagrado Corazón de Jesús del Cerro de San Cristóbal, en Almería, obra de grandes dimensiones, en la que empleó veinticuatro toneladas de mármol de Macael.
La importancia del taller de Navas-Parejo puede verse en el volumen de trabajo que desarrolla en estos años: el hermoso grupo tallado en madera para los Padres Capuchinos que representa a las tres Ave Marías, al estilo de la escuela de Murillo, restauración de la Santísima Virgen de las Nieves, obra escultórica del siglo XVII (Gabia), un Cristo Crucificado, tamaño natural, destinado a la iglesia de Nador, el sagrario para el templo de los P.P. Agustinos Recoletos, cruz para el Cristo de las Angustias, restauración de dicho Cristo y realización de pies y manos nuevos para esta imagen. Sagrado Corazón de Jesús para la capilla del Sanatorio de la Alfaguara y diversas obras en piedra para mausoleos en el cementerio de Granada —crucifijo sobre un montículo que representa el Calvario, ángel de rodillas tocando el arpa, ángel leyendo en el libro de la vida, ángel arrojando flores sobre una tumba, figura del sentimiento—, busto de la reina católica en el palacio de verano de La Zubia, del arzobispo Vicente Casanova y Marzol, tabernáculo de plata repujada para el altar mayor de la catedral encargado por el duque de San Pedro de Galatino. Restauración del Santísimo Cristo de la Salud de Albolote, monumento de Granada al duque de San Pedro de Galatino, conde de Benalúa, en los jardines del paseo de la Bomba (en piedra de Sierra Nevada, con relieve en mármol de Carrara) por su proyecto de construir el tranvía a Sierra Nevada.
Poco antes de 1924 decide montar un taller de orfebrería religiosa con el apoyo de los padres Agustinos; su primer trabajo se produce en 1924 y es de gran importancia: se trata de construir un altar mayor, un sagrario y un tabernáculo con destino a la Catedral de Granada, por encargo de los duques de San Pedro de Galatino, con los que les unía una gran amistad. El altar se realiza en piedra serpentina y se remata con un tabernáculo de plata repujada, de estilo plateresco, inspirado en la puerta del perdón de Diego de Siloé.
También este año realiza: la lápida conmemorativa de haber estado el cadáver del padre Manjón expuesto en el salón de sesiones del ayuntamiento, la Virgen de las Angustias para la parroquia de los Santos Mártires de Málaga (reproducción fiel y exacta de la venerada en Granada), la lápida conmemorativa de las Capitulaciones de Santafé para la celebración del aniversario del Descubrimiento de América (fiesta de la Raza, 12 de octubre de 1924), sagrario repujado en plata para la nueva capilla de la basílica de Nuestra Señora de las Angustias (estilo renacentista), restauración de San Ildefonso, patrono de Pechina y construcción de unas nuevas andas para dicha imagen.
En 1925 amplía su negocio y abre un nuevo taller en la calle Álvaro de Bazán, número 7 y 9, del que aún se conserva la casa con los logotipos tallados en piedra en su fachada. De este nuevo taller salen, entre otros: una custodia encargada por la Adoración Nocturna, una placa de plata repujada obsequio de los concejales municipales al alcalde marqués de Casablanca, la restauración de la imagen del patrono de Pechina (Almería), el trono de Nuestra Señora del Perpetuo Socorro, la restauración del grupo escultórico de las Tres Ave Marías de la iglesia de Padres Capuchinos, construcción de un altar y diadema de plata repujada para la Inmaculada de dicho templo.
En 1926, Virgen del Carmen para Torrenueva, para sustituir a la que se quemó en el pueblo, restauración del retablo de la parroquia de la Purificación en Puente Genil (Córdoba), sagrario en plata repujada para dicha parroquia. 
Posteriormente, a partir de 1928 realizarán un Sagrado Corazón de Jesús de tres metros y medio labrado en piedra blanca para Málaga, trono y toldilla de Nuestra Señora de la Soledad de la iglesia de Santa Paula, el mausoleo de la familia Montes Escobar, en mármol de Carrara. Trono para la Virgen de las Angustias repujado en plata de ley, trono del Santo Sepulcro de la iglesia de San Gil y Santa Ana, labrado en maderas finas y plata.
En 1929 realizó la estatua del Sagrado Corazón de Jesús para la localidad gaditana de Olvera
En 1930, por encargo de Magdalena del Río, viuda de Bandrés, esculpió el grupo alegórico de la Piedad para el panteón de esta familia. Hacia 1931 entra en sociedad con Luis López Zayas y fundan la empresa "Talleres Navas Parejo S.A.", que desaparece dos años más tarde. 
Este mismo año viaja a Montevideo, donde intenta abrirse un mercado en Hispanoamérica, pero esta idea no cuaja.
Posteriormente se establece con el nombre de "Hijos de Navas Parejo" e instala el taller en la Casa de los Curas, en el camino de Huétor Vega. A esta época se corresponden dos pasos procesionales para la iglesia parroquial de Padul (Granada): la Oración en el Huerto, de composición clásica, con el Cristo arrodillado sobre una piedra, mientras el ángel le ofrece el cáliz, y el de la Flagelación (popularmente conocido como "los sayones", que representa a Cristo atado a una columna, mientras es azotado por dos verdugos.
El taller se traslada definitivamente a la Carrera de la Virgen, donde le lleva la última andadura del maestro, que acabará con su fallecimiento.

### Periodo de guerra
Durante el período de la Guerra Civil, apenas se tienen datos de su trabajo. Se sabe que hacia 1936 restaura la patrona de Lepe, la Virgen de la Bella, y realiza la talla de Nuestro Padre Jesús Nazareno para la parroquia de Santo Domingo de Guzmán de Lepe. Al año siguiente, en 1937, realizó la talla de la Virgen de los Dolores, también para la misma parroquia de Lepe.
En 1938 se encuentra instalado, de nuevo, en la Acera del Darro número 60 y meses después se traslada el taller a su definitivo emplazamiento: Carrera del Genil número 99, aquí continúa siendo el taller de arte religioso más importante de Granada, y, posiblemente, de España en la época de la posguerra. Capitaneado por el maestro, sus hijos en edad laboral secundan la continuidad de las distintas disciplinas artísticas que forman la empresa: José, escultura; Emilio, relaciones públicas; Enrique, proyectos y orfebrería; y, Luis, dorado y policromía.
De esta época es la talla de Nuestro Padre Jesús Nazareno de Almogía (Málaga), de 1938, la única con el pelo tallado, ya que las posteriores imágenes de Jesús Nazareno llevan todas pelo natural, siendo la primera imagen Nazarena de Navas-Parejo en llegar a Málaga.
Por el taller de Navas-Parejo pasaron grandes escultores como, José Gabriel Martín Simón, Antonio Martínez Olalla, Antonio Cano Correa, Carmen Jiménez Serrano, Antonio Moreno Grados, Benito Barbero Medina, etc.

### Después de la guerra
En 1939, el Ministerio de Justicia autorizó a él y a sus descendientes para unir los apellidos Navas-Parejo, como reconocimiento a sus trabajos durante cuarenta años.
En este mismo año realiza la imagen en madera policromada de nuestro Padre Jesús El Rico de Málaga, la de nuestro Padre Jesús de Alcalá del Valle (Cádiz) y la de Nuestro Padre Jesús Nazareno, de Teba (Málaga).
Al comienzo de 1940 José Navas es nombrado jefe provincial de la Obra Sindical de Artesanía de Granada, en representación de los artesanos, y aún le llueven los encargos: Cristo para la parroquia de los Santos Mártires de Málaga, de talla monumental, el Cristo de Orce, el de Jimena de la Frontera, San Sebastián para el pueblo de Laroles, reproducción de la Virgen de las Lágrimas de Mena, que se venera en Málaga, la Virgen de la Soledad de Alhaurín el Grande para la cofradía de "los verdes", cabeza de un niño, en mármol, y el panteón para la familia Berri Madrigal; la obra gigante es el altar para la catedral de Málaga, que tendrá una altura de once metros. Este mismo año realiza una de sus obras cumbre: la imagen de Nuestro Padre Jesús Nazareno de Alhaurín el Grande para la hermandad de los «Moraos».
Durante toda la década de los cuarenta, la demanda de imágenes, talladas en madera unas y otras vaciadas en cartón piedra fue tal, que el taller se convirtió en una fábrica de hacer santos, especialmente cuando se acercaba la Semana Santa. Por ejemplo, la Virgen de los Dolores de Arenas (Málaga) y Nuestro Padre Jesús Nazareno, del mismo pueblo de la Axarquía malagueña, son buenos ejemplos de este periodo de posguerra.
En 1942 realizó la imagen de Nuestro Padre Jesús Nazareno de la localidad gaditana de Alcalá del Valle, imagen de pelo natural y articulada, y la imagen del Santísimo Cristo de la Vera Cruz, patrono de Begíjar, en Jaén. 
En 1943 restauró la Virgen de los Dolores de Álora (Málaga).
en 1941 se le encarga la ejecución de la Imagen de Nuestra Señora de las Angustias de Almería. Se bendice en 1943 cumpliendo en 2018 75 años
También el ayuntamiento recurrirá al maestro, para hacerle encargos para ocasiones solemnes y dirigidos a personalidades relevantes, como por ejemplo la copia exacta de la espada del rey Fernando el Católico que se conserva en la Capilla Real, para regalarla a Franco, con su correspondiente estuche.
En 1944, la Dirección General de Regiones Devastadas, mediante el arquitecto Francisco Prieto Moreno, le hace un triple encargo al maestro para la reconstrucción del santuario de Nuestra Señora de la Cabeza en Andújar:
- Un retablo de ocho metros.
- Una nueva imagen de la Virgen, desaparecida durante el asedio al Cerro del Cabezo por las tropas republicanas.
- Unas andas-trono para el día de la romería.

Estos trabajos fueron muy elogiados por los promotores de la rehabilitación del santuario.
También este año le encargan para la cofradía de Nuestro Padre Jesús del Rescate la realización del escudo de la cofradía de los Dolores, el emblema, un corazón atravesado por siete espadas, repujado en plata que figuró durante muchos años en el techo del palio de la Virgen. Igualmente realizó una nueva imagen de Nuestro Padre Jesús de la Misericordia para la iglesia del Carmen de Málaga, reproducción fiel de la escultura desaparecida en la época roja.
La calidad de estos encargos habla por sí sola de las relaciones sociales y comerciales del artista, tanto es así que era normal que su taller fuese visitado por grandes personalidades del momento, como el arzobispo y otras autoridades eclesiásticas o el arqueólogo e historiador Manuel Gómez Moreno, quienes elogiaban la obra del escultor.
En 1945 realiza la talla de Nuestro Padre Jesús Nazareno de las Torres de Álora (Málaga), la primera obra escultórica para el pueblo que lo viese nacer, aunque no sería la última puesto que en el año 1946 realiza la imagen de un Jesús crucificado, titulado como "Cristo de los Estudiantes" de Álora (Málaga).

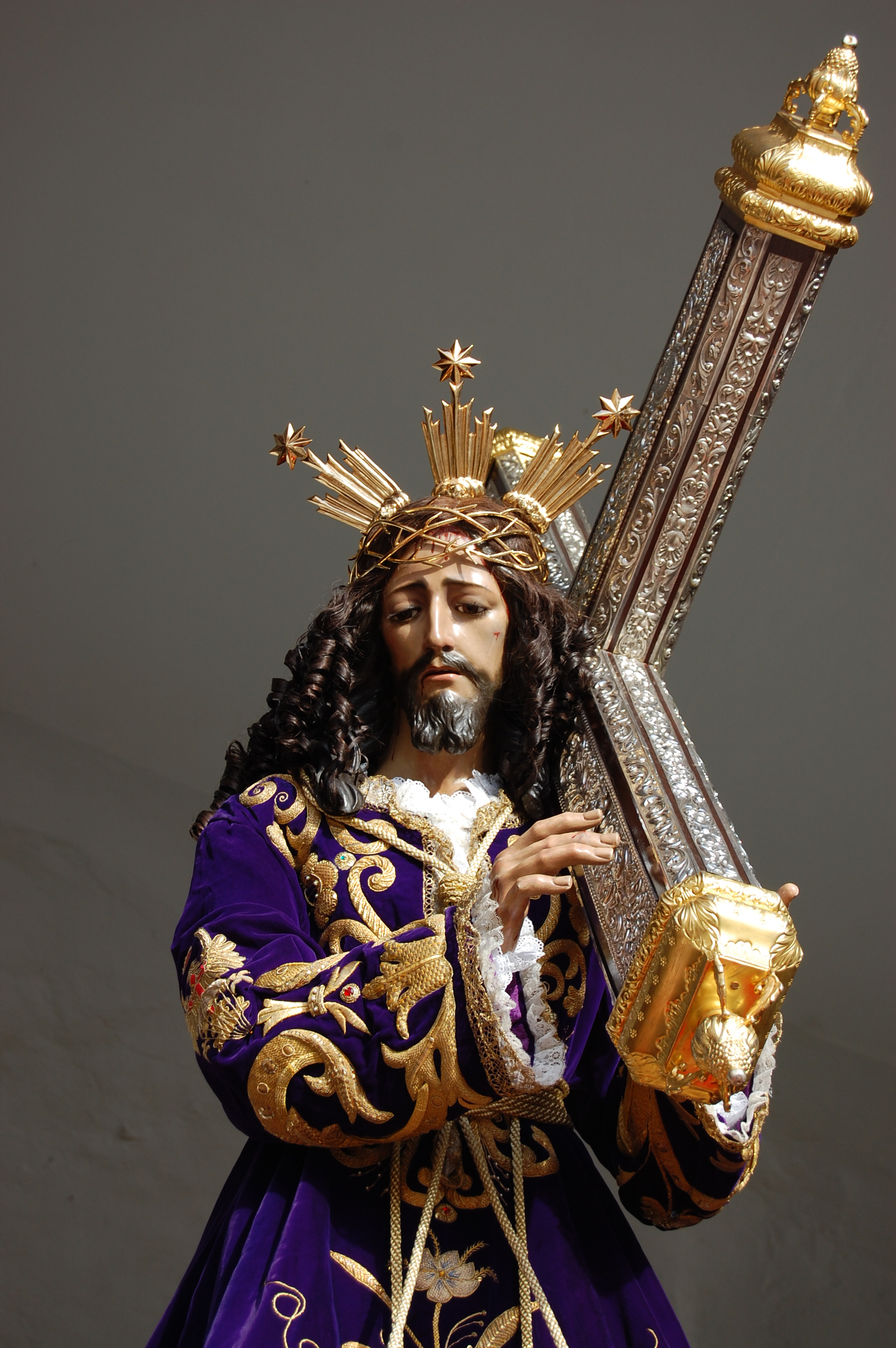
Nazareno de las Torres. (Álora)

Una de sus obras, muy afamada, fue la copia exacta de la Virgen de las Angustias para la colonia de granadinos que vivían en la ciudad de Buenos Aires (Argentina) realizada en 1947, para la que el ayuntamiento granadino acordó regalar un sagrario de plata repujada, creado también por Navas Parejo para acompañar el lugar del culto de la imagen.
En 1949 talla una Inmaculada a tamaño natural, para la iglesia del Sagrado Corazón de Jesús de Granada, en madera policromada, copia de la que recibe culto en Alhendín, de Pedro de Mena.
En 1950, talla una imagen Mariana gloriosa de tamaño natural, para el pueblo de Canillas de Albaida (Málaga), bajo la advocación de Nuestra Señora del Rosario, patrona del mismo municipio. 
Entre sus últimos trabajos uno de los más importantes fue el retablo y sagrario para la iglesia de Santa María de Linares, para acoger unas tablas pintadas, de origen italiano según el licenciado en Bellas Artes Alfonso González Palau, de otro retablo de la escuela castellana del siglo XVI. Ni siquiera pudo verlo acabado, ya que le sobrevino la muerte, de inesperado, en su casa de la Carrera del Genil, el 10 de marzo de 1953.
Fue en el año 1953 cuando realiza su obra póstuma para su ciudad natal, Álora, aunque no llegó a concluirla y sería su hijo quien acabase haciendo la policromía de dicha obra, que goza de gran devoción en el municipio de Álora. Se trata de la sagrada imagen de María Santísima de las Ánimas, que procesionó por primera vez el Jueves Santo 2 de abril de 1953 tras el Nazareno de las Torres. 
La imagen de Jesús Cautivo de Medinaceli que  se venera en la parroquia de Sta. Mª Micaela de Melilla siempre se dijo que era  de un autor anónimo de la Escuela Malagueña, realizada en la segunda mitad de los años cuarenta del pasado siglo. Cuando la imagen llegó a Melilla en 1949, en la nota de prensa de la época no se hacía constar autoría alguna, y eso siempre le dio cierto halo de misterio. En aquellos años estaba en el final de su actividad escultórica e imaginera el insigne artista José Navas Parejo. La tradición oral siempre atribuyó de modo oficioso a Navas Parejo la autoría o al menos la vigilancia de la factura de la imagen, pero no había ningún dato más que lo corroborase. La suspensión de la Semana Santa melillense en 1974 y la posterior destrucción de los archivos y enseres de las cofradías, eliminó la memoria física de los orígenes de las imágenes.
Desde ese momento y tras la restauración de la Semana Santa a principios de la década de los 80, hizo que se rescatase la imagen de Jesús Cautivo, pero el resto se había perdido o desaparecido. Solo quedaban vagos recuerdos pero siempre quedó el nombre de Navas Parejo asociado a la imagen de Nuestro Padre Jesús Cautivo de Medinaceli que se encuentra en Melilla.
Con su muerte desapareció uno de los artistas emblemáticos de Granada y el taller más importante de todo el siglo XX en esta ciudad.
Una de sus grandes obras es la talla de Nuestro Padre Jesús de la Misericordia, titular de la Cofradía de la Misericordia (que radica en la Parroquia del Carmen, en el barrio del Perchel). Este Cristo de la Misericordia también es conocido como "el Chiquito" debido a la pequeñez de la talla.
En 1995 fue nombrado por el Ayuntamiento de Álora hijo predilecto de la ciudad a petición de la Archicofradía de Jesús de las Torres